# Ratusz w Mysłowicach
Ratusz w Mysłowicach – budynek wybudowany w latach 1866–1868 według projektu bytomskiego architekta Paula Jackischa. Reprezentuje styl eklektyczny z detalami neorenesansowymi. Mieści się przy Placu Wolności róg ulicy Powstańców.